# Laetitia Maria Szembek
Maria Szembek, w zakonie siostra Maria Laetitia od Miłości Bożej, herbu Szembek, (ur. 4 czerwca 1909 w miejscowości Wysocko Wielkie, zm. 23 sierpnia 1944 w miejscowości Rusiłów pod Jazłowcem) – polska zakonnica ze Zgromadzenia Sióstr Niepokalanego Poczęcia NMP (niepokalanki).

## Życiorys
Urodziła się jako Maria Szembek, była córką Bogdana Mieczysława Szembek (1880–1956) herbu Szembek i Zofii Ponińskiej (1883–1930) herbu Łodzia. Uczyła się u sióstr urszulanek w Poznaniu, następnie w liceum w Ostrowie Wielkopolskim, a w latach 1929–1930 w Seminarium Gospodarczym Sióstr Niepokalanek w Jazłowcu.
Do Zgromadzenia Sióstr Niepokalanego Poczęcia NMP (niepokalanki) wstąpiła w 1931 roku.
W zgromadzeniu znana była pod zakonnym imieniem Maria Laetitia od Miłości Bożej.
Była m.in. ekonomką w domu generalnym w Szymanowie i tam 8 grudnia 1939 roku złożyła śluby wieczyste. W czasie II wojny światowej była asystentką przełożonej na ulicy Kazimierzowskiej w Warszawie, gdzie wtajemniczoną ją w prace konspiracyjne, w tym w akcję pomocy Żydom. Jesienią 1943 roku wyjechała do klasztoru do Jazłowca. Została zamordowana wraz z s. Marią Zofią Stefanią Ustianowicz w miejscowości Rusiłów pod Jazłowcem 23 sierpnia 1944 przez nacjonalistów ukraińskich. Zwłoki zostały odnalezione na początku listopada 1944 roku w lesie rusiłowskim. Pogrzeb s. Letitii Szembek odbył się 6 listopada, a s. Zofii Ustianowicz 11 listopada 1944 roku w grobowcu zakonnym niepokalanek w Jazłowcu.